# Uruguay na Letních olympijských hrách 2008
Uruguay se účastnil Letní olympiády 2008. Zastupovalo ho 12 sportovců v 6 sportech. Uruguay nezískal žádnou medaili.